# Marianela Sánchez
Marianela Sánchez (* 6. Juni 1953 in San Juan de la Maguana) ist eine dominikanische Sängerin (Sopran).

## Leben
Sánchez hatte in ihrer Heimatstadt Klavierunterricht, den sie am Conservatorio Nacional de Música bei Ramón Díaz Peralta fortsetzte. Daneben nahm sie Gesangsunterricht bei Rafael Sánchez Cestero und Olga Azar und war Solistin beim Coro Nacional unter Leitung von José del Monte.
Von 1979 bis 1984 studierte sie am Conservatorio de Santa Cecilia bei Paolo Silveri und Gianna Perea-Labia. Danach vervollkommnete sie ihre Ausbildung im Opernfach bei Franco Calabrese in Lucca und besuchte die Gesangsklassen von Franco Iglesias in New York.
Ab 1984 trat sie mit dem Orquesta Sinfónica Nacional de la República Dominicana unter Leitung von Dirigenten wie Carlos Piantini, Rafael Villanueva, Julio de Windt, José Antonio Molina, Fernando Geraldes, José Manuel Joa, Leo Driehys und Germán Cáceres und mit dem Pianisten Vicente Grisolía auf.
Sánchez sang Hauptrollen in Opern wie Fidelio von Beethoven; Lucia di Lammermoor von Donizetti, Der arme Matrose von Milhaud und Rigoletto von Verdi und Zarzuelas wie Los gavilanes von Jacinto Guerrero, El cafetal von Ernesto Lecuona und Luisa Fernanda von Federico Moreno Torroba. Zu ihrem Repertoire gehören auch Werke wie Bachs Magnificat, Haydns Missa in tempore belli, Mozarts Exsultate, jubilate, Krönungsmesse und Requiem, Orffs Carmina Burana, Pergolesis Stabat Mater, Poulencs Gloria, Ravelos Oratorio la muerte de Cristo, Villa-Lobos’ Bacchianas brasileiras No. 5 und Vivaldis Dixit Dominus und Gloria.
Sie wurde 1984 mit dem Orden El Dorado sowie 1986, 1988, 1992, 1993, 1994 und 1996 mit dem Premio Casandra ausgezeichnet. 1991 ehrte sie die Universidad Autónoma de Santo Domingo mit einer Ehrenprofessur.